# Џанг Венсју
Џанг Венсју (упрош: 张文秀; трад: 張文秀; пин: Zhāng Wénxiù; рођена 22. март 1986. у Љаонингу) је кинеска атлетичарка, која се такмичи у бацању кладива.
Њен лични рекорд износи 77,33 метара, постигнут 28. септембра 2014. у Инчону Јужна Кореја. Још држи јуниорски светски рекорд са 73,24 метра, постигнут у јуну 2005. у Чангшау.
Венсју је висока 1,81 м, а тешка 87 кг.

## Значајнији резултати
| Год.  | Такмичење                    | Место                        | Пласман | Резултат |
| ----- | ---------------------------- | ---------------------------- | ------- | -------- |
| 2001  | Светско првенство            | Едмонтон, Канада             | 11      | 61,61    |
| 2002  | Светско првенство за јуниоре | Кингстон, Јамајка            | 9       | 52,31    |
| 2003  | Светско првенство            | Париз, Француска             | 7       | 65,09    |
| 2004  | Олимпијске игре 2004         | Атина, Грчка                 | 7       | 72,03    |
| 2005  | Светско првенство            | Хелсинки, Финска             | 5       | 69,82    |
| 2005  | Азијско првенство            | Инчон, Јужна Кореја          | 1       | 70,05    |
| 2006  | Светски куп                  | Атина, Грчка                 | 4       | 71,19    |
| 2006  | Азијске игре                 | Доха, Катар                  | 1       | 74,15    |
| 2007  | Светско првенство 2007       | Осака, Јапан                 | 3       | 74,39    |
| 2008  | Олимпијске игре 2008         | Пекинг, Кина                 | 2       | 74,32    |
| 2009  | Светско првенство            | Берлин, Немачка              | 5       | 72,57    |
| 2010  | Континентални куп            | Сплит, Хрватска              | 2       | 73,69    |
| 2011  | Светско првенство            | Тегу, Јужна Кореја           | 3       | 75,03    |
| 2012  | Олимпијске игре 2012         | Лондон, Уједињено Краљевство | 3       | 76,34    |
| 2013  | Светско првенство            | Москва, Русија               | 3       | 75,58    |
| 2014. | Азијске игре                 | Инчон, Јужна Кореја          | 1       | 77,33    |
| 2015  | Светско првенство            | Пекинг, Кина                 | 2       | 76,33    |
| 2016  | Олимпијске игре 2016         | Рио де Жанеиро, Бразил       | 2       | 76,75    |